# أدريانا يانكا
أدريانا يانكا رودريغيز ألفيس هي عارضة أزياء برازيلية وحاملة لقب ملكة جمال. تنافست في مسابقة ملكة جمال البرازيل الوطنية 2021 وملكة جمال فوق الوطنية البرازيل 2022، والفائزة بلقب ملكة جمال البرازيل الكبرى 2023. مثلت أدريانا البرازيل في مسابقة ملكة جمال الدولية الكبرى 2023 لكنها لم تحصل على أي تصنيف.

## روابط خارجية
- أدريانا يانكا على إنستغرام

| الجوائز و الإنجازات | الجوائز و الإنجازات            | الجوائز و الإنجازات |
| ------------------- | ------------------------------ | ------------------- |
| سبقه إيزابيلا مينين | ملكة جمال البرازيل الكبرى 2023 | الحالي              |